# Velîkîi Karașîn, Makariv
Velîkîi Karașîn (în ucraineană Великий Карашин) este localitatea de reședință a comunei Velîkîi Karașîn din raionul Makariv, regiunea Kiev, Ucraina.

## Demografie
Componența lingvistică a localității Velîkîi Karașîn
     Ucraineană (96,05%)
     Rusă (3,25%)
     Alte limbi (0,7%)
Conform recensământului din 2001, majoritatea populației localității Velîkîi Karașîn era vorbitoare de ucraineană (96,05%), existând în minoritate și vorbitori de rusă (3,25%).